# 内里让
内里让（法語：Nérigean，法語發音：[neʁiʒɑ̃]）是法国吉伦特省的一个市镇，属于利布尔讷区。

## 地理
内里让（44°50'29"N, 0°17'21"W）面积9.98 平方千米，位于法国新阿基坦大区吉倫特省，该省份为法国西南部沿海省份，是法國本土面积最大的省，北起滨海夏朗德省，西临大西洋，南至朗德省，东南接洛特-加龍省，东临多爾多涅省。
与内里让接壤的市镇（或旧市镇、城区）包括：巴龙、阿韦尔、卡达尔萨克、热尼萨克、圣日耳曼迪皮什、圣康坦德巴龙、蒂扎克德屈尔通、穆隆。

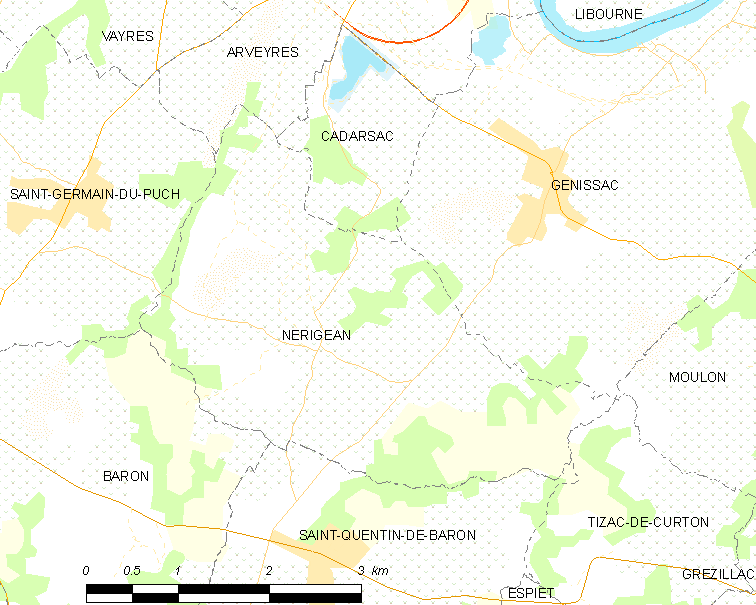
内里让的OSM定位图

内里让的时区为UTC+01:00、UTC+02:00（夏令时）。

## 行政
内里让的邮政编码为33750，INSEE市镇编码为33303。

## 政治
内里让所属的省级选区为多尔多涅山丘县。

## 人口

1962-2008年间内里让人口变化图示

内里让于2022年1月1日时的人口数量为838人。